# Gasherd

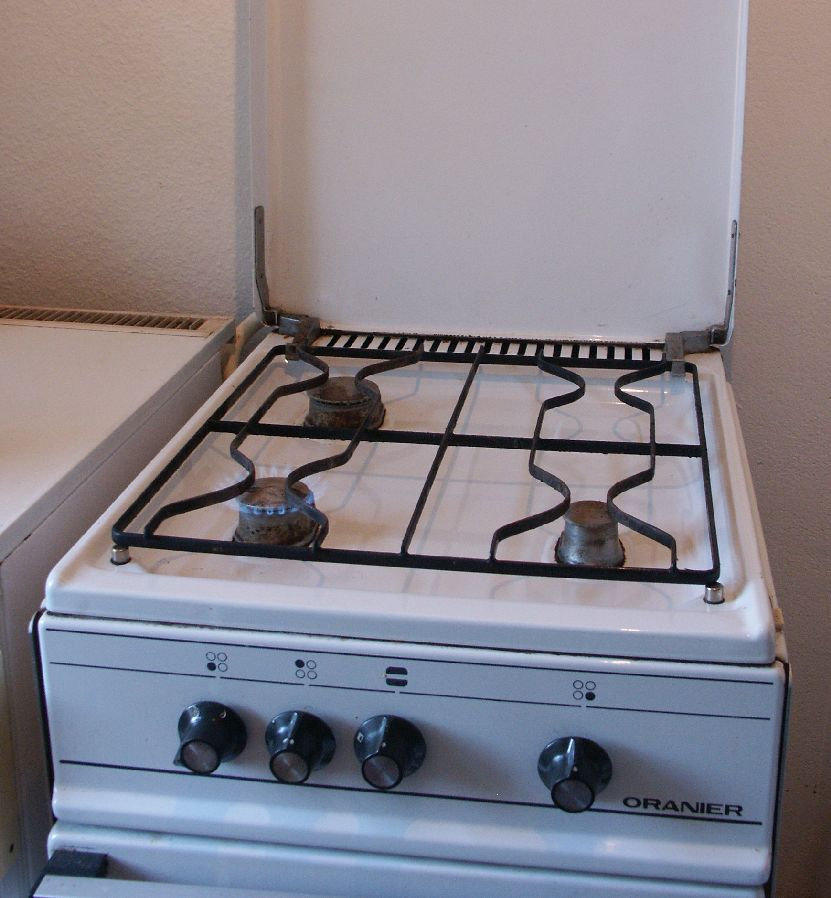
Dreiflammiger Gasherd mit eingeschalteter Kochstelle vorne links

Ein Gasherd ist ein Küchenherd, der mit festem Gasanschluss oder Flaschengas betrieben wird. Viele Gasherde besitzen einen integrierten Backofen, der entweder mit Gas oder elektrisch beheizt wird.

## Beschreibung

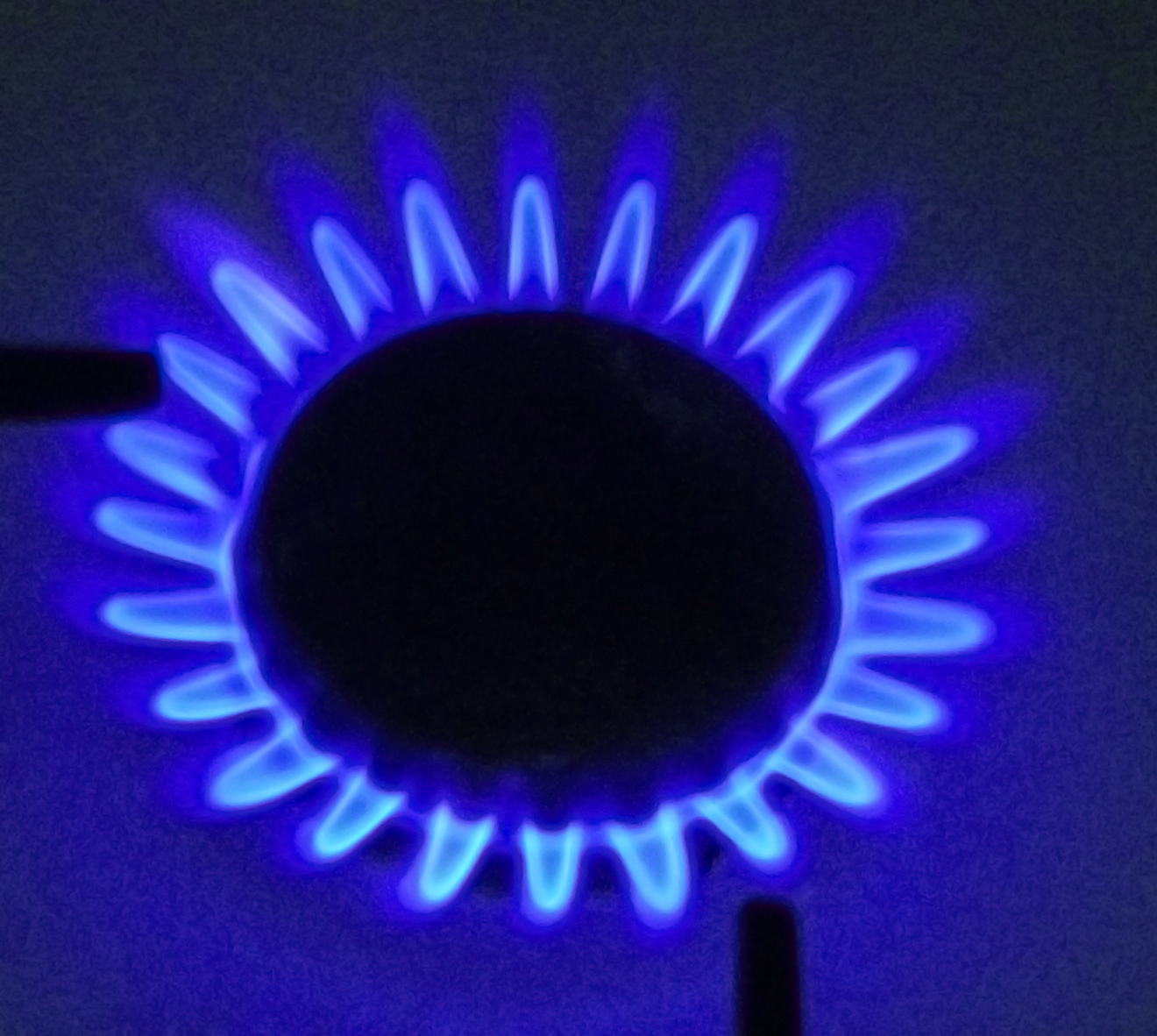
Kochflamme eines Gasherdes

Die Gasversorgung des Herdes kann aus dem Stadtgas- oder Erdgasnetz über eine Gassteckdose oder mit Flüssiggas aus der Gasflasche erfolgen.
Neben Wärme geben Gasherde als Reaktionsprodukt der Gasverbrennung auch Kohlendioxid und  Wasser an die Raumluft ab, die durch Lüften abgeführt werden müssen. Am Sichtfenster eines Gasbackofens kann sich beim ersten Anheizen Kondensat bilden.
Heute sind Gasherde mit einer Vorrichtung zur Flammüberwachung, etwa einem Thermoelement, versehen. Dieses schließt bei Abkühlung ein Ventil und verhindert so, dass unverbranntes Gas austritt.
Eine amerikanische Studie aus dem Jahr 2014 weist für klassische Gasherde einen Wirkungsgrad von 44 Prozent aus, während die Messungen bei elektrisch betriebenen Kochplatten Wirkungsgrade zwischen 67 und 72 Prozent ergaben.
Der niedrigere Wirkungsgrad reduziert den Kostenvorteil des Gasherds also um rund ein Drittel. Im Vergleich mit elektrisch betriebenen Induktionskochfeldern kann der Vorteil des Gasherds sich noch weiter reduzieren. Andererseits können sich durch die vom Gasherd an die Raumluft abgegebene Wärme im Winterhalbjahr die Heizkosten reduzieren.

Der Unterschied im Wirkungsgrad liegt hauptsächlich darin begründet, dass die offene Gasflamme die Umgebungsluft ansaugt und aufheizt, während Elektroherde die Wärme fokussierter an das Kochgeschirr übertragen. Gasherde, deren Brennstellen unter einer Glasfläche liegen, heizen die Umgebungsluft in geringerem Maße auf.
Moderne Gasherde besitzen teilweise eine vollelektronische Zündung und können niedrige Temperaturen von 75 °C im Backofen durch Taktung erreichen. Da ungeregelte Gasbacköfen Temperaturen von unter 150 °C meist nicht bereitstellen können, sind auch Kombigeräte mit elektrischem Backofen verbreitet.
In der asiatischen Küche werden oft  etwas größere Gasbrenner in einem Gestell zur Aufnahme eines Woks verwendet.

## Geschichte

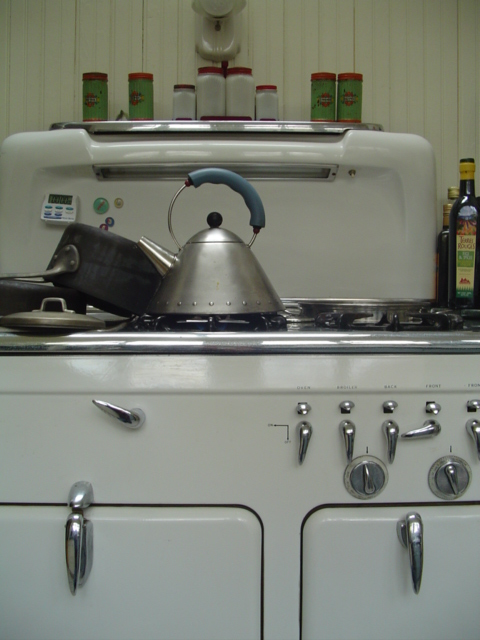
Alter amerikanischer Gasherd

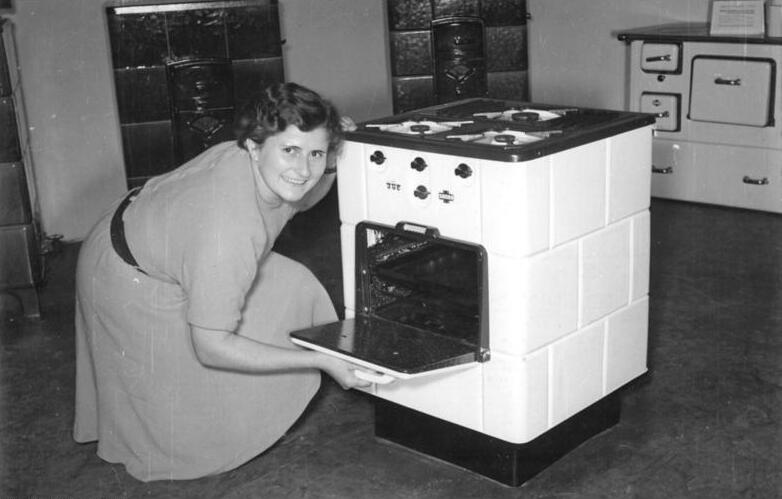
Leipziger Messe 1953, Kachelgasherd

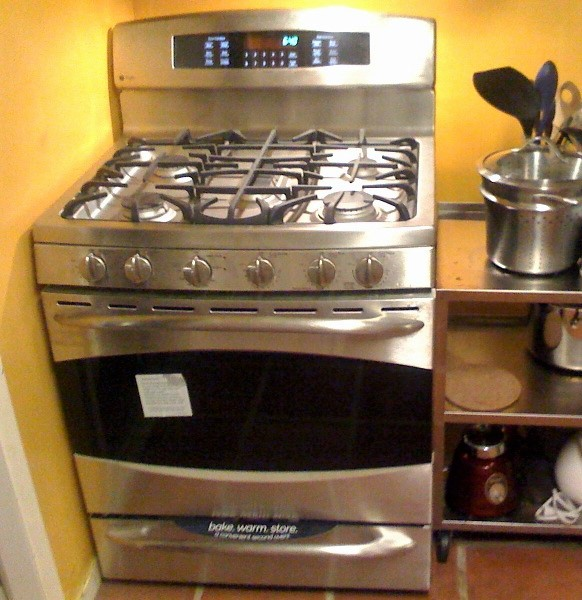
5-flammiger amerikanischer Gasherd mit zwei übereinanderliegenden Backöfen

Bereits 1802 entwickelte Zachäus Andreas Winzler eine sogenannte  „Thermolampe“.
Die ersten Gasherde wurden in den 1820er Jahren entwickelt, aber hierbei handelte es sich in erster Linie um isolierte Experimente. Der Engländer James Sharp patentierte einen Gasherd im Jahre 1826 in Northampton und eröffnete 1836 ein Unternehmen zur Herstellung von Gasherden. Ein Gasherd wurde auf der Weltausstellung in London im Jahre 1851 gezeigt, aber erst in den 1880er Jahren wurde der Gasherd ein kommerzieller Erfolg im Vereinigten Königreich.
In Deutschland setzten sich Gasherde ebenfalls gegen Ende des 19. Jahrhunderts in größerem Umfang durch, vor allem in Städten, wo Gasnetze zur Beleuchtung vorhanden waren. Der Betrieb eines Gasherdes ist wesentlich einfacher als der eines Kohleherdes, da der Brennstoff aus der Leitung kommt, einfach zu entzünden ist und keine Asche entsorgt werden muss. Auch bleiben die Töpfe auf dem Gasherd sauber. Auf dem Land, wo es keine Gasversorgung gab, aber Holz billig zu haben war, wurden dagegen noch lange mit Holz beheizte Herde verwendet. Bis in die 1950er Jahre waren auch Kombinationsherde verbreitet, bei denen an einem mit Holz oder Kohle befeuerten Herd zusätzlich Gasbrenner angebracht waren. So konnte im Winter auf Feuer gekocht werden, das zugleich die Küche heizte; im Sommer verwendete man stattdessen Gas.
Heute sind in Deutschland (anders als z. B. in Frankreich und Italien) Elektroherde weiter verbreitet als Gasherde: Im Jahr 2014 nutzten ca. 7 Prozent der Haushalte einen Herd mit Gaskochfeld, Gasbacköfen wurden mit einem Anteil von 4 Prozent noch seltener verwendet. Ohne diese Differenzierung wird für 2018 die Verbreitung von Gasherden in Deutschland mit ca. 6 Prozent angegeben.

## Vorteile des Gasherds
- niedrige Energiekosten: Erdgas kostete bis zur Energiekrise 2022 nur etwa ein Viertel des Preises für elektrischen Strom[5]
- langlebige Grundkonstruktion[6], Flammüberwachung und Piezozündung müssen jedoch gelegentlich erneuert werden
- auch preiswerte und beschädigte Töpfe und Pfannen mit unebenen Böden sowie konische Woks mit rundem Boden können verwendet werden
- mobiler Einsatz ohne Stromversorgung möglich
- größere Hitze als in den meisten elektrischen Bratröhren und Backöfen

## Nachteile des Gasherds
- Gasherde mit offenen Flammen ohne aufliegende Glasplatte sind aufwändiger zu reinigen als Elektroherde.
- Bei Töpfen und Pfannen mit dünnem Boden verteilt sich die Hitze weniger gleichmäßig auf die Bodenfläche.
- Explosions- und Brandgefahr im Fall von gravierenden Defekten
- Temperaturen unter 150 °C sind bei gewöhnlichen gasbetriebenen Backöfen in der Regel nicht einstellbar. Moderne Geräte ermöglichen niedrigere Temperaturen zum Schmoren oder Warmhalten durch elektronische Zündung und Taktung.
- Je nach Raumgröße und Dichtheit der Gebäudehülle muss intensiver gelüftet werden, um entstehende Feuchtigkeit und Stickoxide abzuführen. Vorzugsweise ist eine Abluft-Dunstabzugshaube über dem Herd einzusetzen.
- Durch kleine Leckagen sowie beim Anzünde- und Ausschalt-Vorgang entweicht rund 1 % der insgesamt verbrauchten Gasmenge unverbrannt, wodurch klimaschädliches Methan freigesetzt wird. Bei schlechter Belüftung können durch die Verbrennung Stickoxid-Grenzwerte überschritten werden.[7]
- Eine Meta-Studie zeigte 2013 einen gewissen Anstieg an Asthma-Fällen bei Kindern in Haushalten, in denen mit Gas gekocht wird, sowie ein häufigeres Auftreten von Atemgeräuschen bei Kindern, wenn die Raumluft erhöhte Stickstoffdioxid-Werte enthielt.[8][9]

## Temperaturübersicht Backofen
| Stufe                                     | 1      | 1      | 1      | 2      | 2      | 2      | 3      | 3      | 3      | 4      | 4      | 4      | 5      | 5      | 5      | 6      | 6      | 6      | 7      | 7      | 7      | 8      | 8      | 8      |
| ----------------------------------------- | ------ | ------ | ------ | ------ | ------ | ------ | ------ | ------ | ------ | ------ | ------ | ------ | ------ | ------ | ------ | ------ | ------ | ------ | ------ | ------ | ------ | ------ | ------ | ------ |
| Temperatur in Grad Celsius (Richtwert)    | 140 °C | 140 °C | 140 °C | 160 °C | 160 °C | 160 °C | 180 °C | 180 °C | 180 °C | 200 °C | 200 °C | 200 °C | 220 °C | 220 °C | 220 °C | 240 °C | 240 °C | 240 °C | 260 °C | 260 °C | 260 °C | 280 °C | 280 °C | 280 °C |
| Temperatur in Grad Fahrenheit (Richtwert) | 275 °F | 275 °F | 300 °F | 300 °F | 325 °F | 325 °F | 350 °F | 350 °F | 375 °F | 375 °F | 400 °F | 400 °F | 425 °F | 425 °F | 450 °F | 450 °F | 475 °F | 475 °F | 500 °F | 500 °F | 525 °F | 525 °F | 550 °F | 550 °F |
| Angelsächsische Stufe                     | 1      | 1      | 2      | 2      | 3      | 3      | 4      | 4      | 5      | 5      | 6      | 6      | 7      | 7      | 8      | 8      | 9      | 9      | 10     | 10     | 11     | 11     | 12     | 12     |

## Betrieb mit Flüssiggas
Für den Betrieb mit einer Propangasflasche (über Druckregler für 50 oder 30 mbar) wird in Deutschland keine amtliche Erlaubnis benötigt, sofern der Herd eine Leistung von weniger als 11 kW besitzt und der Raum über 20 m³ Volumen hat und sich über dem Erdboden befindet. Eine 11-kg-Gasflasche darf sich im Raum befinden. Für den Betrieb mit Propangas müssen die Brennerdüsen in der Regel ausgetauscht werden, da diese im Lieferzustand meist für Erdgas ausgerüstet sind. Zudem müssen meist noch die Bypass-Schrauben für Flüssiggas an den Reglern mit einem feinen Schraubendreher weiter eingeschraubt werden, da sonst die Flamme bei kleinster Stellung zu groß ist. Um an die Bypass-Schrauben zu gelangen, müssen bei manchen Geräten die Drehknöpfe abgezogen und die Blende demontiert werden. Hinweise finden sich dazu in den Bedienungsanleitungen unter dem Stichwort „kleine Flamme einstellen“.

## Anschluss
Gasherde werden in der Regel mit flexibler Schlauchleitung an einer an der Wand angebrachten Gassteckdose angeschlossen, die mit einer integrierten oder vorgeschalteten Thermischen Absperreinrichtung ausgestattet ist.
Der gasführende Schlauch wird am Gerät selber meist fest montiert, kann aber auch dort mit einer Steckverbindung versehen werden.
Der Gasschlauch darf nicht unmittelbar hinter der Backröhre des Backofens entlangführen und darf entsprechend DIN 3383 in Privathaushalten nicht länger sein als 200 cm.
Das Typenschild des Gasherds vermerkt in der Regel die Nennbelastung. Eine Nennbelastung von 12 kW entspricht einer Nennleistung von etwa 11 kW. Nach den TRGI Abschnitt 8.3.1.1.2 dürfen Geräte bis zu dieser Nennleistung in Räumen aufgestellt werden, die einen Rauminhalt von wenigstens 15 m3 und eine Tür oder ein Fenster aufweisen, die ins Freie geöffnet werden können. Abweichend davon wird in Rheinland-Pfalz ein Rauminhalt von 20 m3 gefordert.
Abschnitt 8.3.1.1.3 der TRGI fordert bei Haushalts-Kochgeräten mit einer Nennbelastung zwischen 12 kW und 18 kW einen Rauminhalt von 2 m3 pro Kilowatt. Zusätzlich zur Tür oder Fenster ins Freie ist dann eine Abluft-Dunstabzugshaube oder Abluft-Lüftungsanlage mit einem Fördervolumen von wenigstens 15 m3/h je kW Gesamtnennbelastung und eine Kopplung mit einer ausreichenden Zuluftöffnung erforderlich.
Kann eine der Bedingungen nicht erfüllt werden, ist nach Abschnitt 8.3.1.1.1 entweder eine Abluft-Lüftungsanlage mit einem Fördervolumen von wenigstens 30 m3/h je kW Gesamtnennbelastung oder besondere Sicherheitseinrichtungen erforderlich, die sicherstellen, dass die Kohlenmonoxid-Konzentration in den Aufstellräumen 30 ppm nicht überschreitet.